# Primeira Liga 2014-2015
La Primeira Liga 2014-2015, nota come NOS Liga 2014-2015 per ragioni di sponsorizzazione, è stata la 81ª edizione della massima serie del campionato portoghese di calcio. Il campionato è iniziato il 17 agosto 2014 e si è concluso il 23 maggio 2015.
Il Benfica ha vinto il campionato per la 34ª volta nella sua storia con una giornata di anticipo. Il Gil Vicente e il Penafiel sono stati retrocessi in Segunda Liga.

## Stagione

### Novità
Dalla precedente stagione è stato retrocesso l'Olhanense. Sono state promosse dalla Segunda Liga, il Moreirense e il Penafiel ed è stato ripescato il Boavista, quindi il campionato passa rispettivamente da 16 squadre a 18 squadre.

### Formato
Le 18 squadre partecipanti si affrontano in un girone di andata e ritorno, per un totale di 34 giornate.

La squadra campione di Portogallo ha il diritto a partecipare alla fase a gironi della UEFA Champions League 2015-2016.

La squadra classificata al secondo posto è ammessa alla fase a gironi della UEFA Champions League 2015-2016.

La squadra classificata al terzo posto è ammessa alla fase play-off della UEFA Champions League 2015-2016.

Le squadre classificate al quarto e quinto posto sono ammesse al terzo turno di qualificazione della UEFA Europa League 2015-2016.

La vincitrice della coppa del Portogallo è ammessa alla fase a gironi della UEFA Europa League 2015-2016.

Le squadre classificate agli ultimi due posti (17º e 18º posto) retrocedono in Segunda Liga.

## Squadre partecipanti
| Club              | Città              | Stadio                            | Risultato stagione 2013-2014 |
| ----------------- | ------------------ | --------------------------------- | ---------------------------- |
| Académica         | Coimbra            | Stadio Città di Coimbra           | 9º posto                     |
| Arouca            | Arouca             | Estádio Municipal de Arouca       | 12º posto                    |
| Belenenses        | Lisbona            | Estádio do Restelo                | 14º posto                    |
| Benfica           | Lisbona            | Estádio da Luz                    | Campione del Portogallo      |
| Boavista          | Porto              | Estádio do Bessa Século XXI       | 4º posto in Segunda Divisão  |
| Braga             | Braga              | Stadio comunale di Braga          | 8º posto                     |
| Estoril Praia     | Estoril            | Estádio António Coimbra da Mota   | 4º posto                     |
| Gil Vicente       | Barcelos           | Estádio Cidade de Barcelos        | 13º posto                    |
| Marítimo          | Funchal            | Estádio dos Barreiros             | 6º posto                     |
| Moreirense        | Moreira de Cónegos | Parque Joaquim de Almeida Freitas | 1º posto in Segunda Liga     |
| Nacional          | Funchal            | Estádio da Madeira                | 5º posto                     |
| Paços Ferreira    | Paços de Ferreira  | Estádio da Mata Real              | 15º posto                    |
| Penafiel          | Penafiel           | Estádio Municipal 25 de Abril     | 3º posto in Segunda Liga     |
| Porto             | Porto              | Estádio do Dragão                 | 3º posto                     |
| Rio Ave           | Vila do Conde      | Estádio do Rio Ave FC             | 11º posto                    |
| Sporting Lisbona  | Lisbona            | Stadio José Alvalade              | 2º posto                     |
| Vitória Guimarães | Guimarães          | Estádio D. Afonso Henriques       | 10º posto                    |
| Vitória Setúbal   | Setúbal            | Estádio do Bonfim                 | 7º posto                     |

## Classifica finale
|  | Pos. | Squadra           | Pt | G  | V  | N  | P  | GF | GS | DR  |
|  | ---- | ----------------- | -- | -- | -- | -- | -- | -- | -- | --- |
|  | 1.   | Benfica           | 85 | 34 | 27 | 4  | 3  | 86 | 16 | +70 |
|  | 2.   | Porto             | 82 | 34 | 25 | 7  | 2  | 74 | 13 | +61 |
|  | 3.   | Sporting Lisbona  | 76 | 34 | 22 | 10 | 2  | 67 | 29 | +38 |
|  | 4.   | Braga             | 58 | 34 | 17 | 7  | 10 | 55 | 28 | +27 |
|  | 5.   | Vitória Guimarães | 55 | 34 | 15 | 10 | 9  | 50 | 35 | +15 |
|  | 6.   | Belenenses        | 48 | 34 | 12 | 12 | 10 | 34 | 35 | -1  |
|  | 7.   | Nacional          | 47 | 34 | 13 | 8  | 13 | 45 | 46 | -1  |
|  | 8.   | Paços Ferreira    | 47 | 34 | 12 | 11 | 11 | 40 | 45 | -5  |
|  | 9.   | Marítimo          | 44 | 34 | 12 | 8  | 14 | 46 | 45 | +1  |
|  | 10.  | Rio Ave           | 43 | 34 | 10 | 13 | 11 | 38 | 42 | -4  |
|  | 11.  | Moreirense        | 43 | 34 | 11 | 10 | 13 | 33 | 42 | -9  |
|  | 12.  | Estoril Praia     | 40 | 34 | 9  | 13 | 12 | 38 | 56 | -18 |
|  | 13.  | Boavista          | 34 | 34 | 9  | 7  | 18 | 27 | 50 | -23 |
|  | 14.  | Vitória Setúbal   | 29 | 34 | 7  | 8  | 19 | 24 | 56 | -32 |
|  | 15.  | Académica         | 29 | 34 | 4  | 17 | 13 | 26 | 46 | -20 |
|  | 16.  | Arouca            | 28 | 34 | 7  | 7  | 20 | 26 | 50 | -24 |
|  | 17.  | Gil Vicente       | 23 | 34 | 4  | 11 | 19 | 25 | 59 | -34 |
|  | 18.  | Penafiel          | 22 | 34 | 5  | 7  | 22 | 29 | 69 | -40 |

Legenda:

      Campione del Portogallo e ammessa alla UEFA Champions League 2015-2016

      Ammesse alla UEFA Champions League 2015-2016

      Ammesse alla UEFA Europa League 2015-2016

      Ammesse al terzo turno di qualificazione della UEFA Europa League 2015-2016

      Retrocessa in Segunda Liga 2015-2016

Tre punti a vittoria, uno a pareggio, zero a sconfitta.
La classifica viene stilata secondo i seguenti criteri:
- Punti conquistati
- Punti conquistati negli scontri diretti
- Differenza reti negli scontri diretti
- Reti realizzate in trasferta negli scontri diretti
- Differenza reti generale
- Partite vinte
- Reti totali realizzate
- Spareggio

### Verdetti
- Benfica campione del Portogallo 2014-15 e qualificato alla fase a gironi della UEFA Champions League 2015-2016.
- Porto qualificato alla fase a gironi della UEFA Champions League 2015-2016.
- Sporting Lisbona qualificato alla fase play-off della UEFA Champions League 2015-2016.
- Braga qualificato alla fase a gironi della UEFA Europa League 2015-2016.
- Vitória Guimarães e  Belenenses qualificati al terzo turno di qualificazione della UEFA Europa League 2015-2016.
- Gil Vicente e  Penafiel retrocessi in Segunda Liga 2015-2016.

## Risultati
Riferimento: Sito ufficiale
|                      | Aca  | Aro  | Bel  | Ben  | Boa  | Bra  | Est  | Gil  | Mar  | Mor  | Nac  | Pac  | Pen  | Por  | Rio  | Spo  | ViG  | ViS  |
| -------------------- | ---- | ---- | ---- | ---- | ---- | ---- | ---- | ---- | ---- | ---- | ---- | ---- | ---- | ---- | ---- | ---- | ---- | ---- |
| Académica            | –––– | 1-1  | 1-1  | 0-2  | 0-0  | 1-1  | 2-2  | 1-2  | 1-1  | 0-0  | 2-1  | 2-2  | 1-1  | 0-3  | 0-0  | 1-1  | 2-4  | 1-1  |
| Arouca               | 0-1  | –––– | 0-1  | 1-3  | 0-0  | 1-0  | 1-1  | 3-1  | 1-0  | 1-2  | 3-3  | 1-3  | 0-1  | 0-5  | 1-0  | 1-3  | 1-2  | 1-0  |
| Belenenses           | 0-0  | 0-0  | –––– | 0-2  | 3-1  | 0-1  | 2-2  | 2-0  | 1-0  | 2-0  | 3-1  | 0-1  | 0-0  | 1-1  | 1-3  | 1-1  | 0-3  | 1-1  |
| Benfica              | 5-1  | 4-0  | 3-0  | –––– | 3-0  | 2-0  | 6-0  | 1-0  | 4-1  | 3-1  | 3-1  | 2-0  | 4-0  | 0-0  | 1-0  | 1-1  | 3-0  | 3-0  |
| Boavista             | 1-0  | 3-1  | 1-0  | 0-1  | –––– | 1-0  | 1-2  | 3-2  | 0-2  | 3-1  | 0-1  | 1-2  | 1-0  | 0-2  | 1-1  | 1-3  | 3-1  | 0-0  |
| Braga                | 0-0  | 2-0  | 1-1  | 2-1  | 3-0  | –––– | 2-1  | 2-0  | 1-3  | 1-0  | 3-1  | 3-0  | 4-0  | 0-1  | 3-0  | 0-1  | 0-0  | 5-0  |
| Estoril              | 1-2  | 1-0  | 1-2  | 2-3  | 2-0  | 0-2  | –––– | 1-1  | 1-1  | 1-1  | 2-1  | 1-0  | 3-3  | 2-2  | 1-5  | 1-1  | 1-0  | 1-0  |
| Gil Vicente          | 1-1  | 1-1  | 0-2  | 0-5  | 1-1  | 0-2  | 1-1  | –––– | 1-2  | 0-1  | 0-0  | 1-0  | 2-1  | 1-5  | 0-0  | 0-4  | 1-3  | 1-1  |
| Marítimo             | 2-1  | 1-1  | 1-2  | 0-4  | 4-0  | 2-1  | 0-0  | 1-1  | –––– | 1-2  | 1-1  | 2-1  | 2-0  | 1-0  | 4-0  | 0-1  | 4-0  | 1-1  |
| Moreirense           | 0-2  | 1-0  | 0-1  | 1-3  | 1-0  | 0-0  | 1-1  | 2-0  | 1-1  | –––– | 2-3  | 2-0  | 0-0  | 0-2  | 1-1  | 1-4  | 2-1  | 3-1  |
| Nacional             | 1-0  | 2-0  | 2-1  | 1-2  | 2-1  | 1-1  | 1-0  | 3-2  | 3-0  | 0-1  | –––– | 3-0  | 2-0  | 1-1  | 0-0  | 0-1  | 2-2  | 3-0  |
| Paços de Ferreira    | 3-2  | 2-1  | 2-0  | 1-0  | 1-0  | 2-2  | 1-1  | 1-1  | 3-2  | 0-0  | 2-3  | –––– | 2-1  | 0-1  | 1-2  | 1-1  | 2-2  | 4-1  |
| Penafiel             | 0-0  | 0-2  | 1-3  | 0-3  | 2-2  | 1-6  | 1-1  | 2-1  | 3-4  | 1-2  | 2-1  | 0-1  | –––– | 1-3  | 0-2  | 0-4  | 1-1  | 2-0  |
| Porto                | 1-0  | 1-0  | 3-0  | 0-2  | 0-0  | 2-1  | 5-0  | 2-0  | 2-0  | 3-0  | 2-0  | 5-0  | 2-0  | –––– | 5-0  | 3-0  | 1-0  | 4-0  |
| Rio Ave              | 3-0  | 1-2  | 0-0  | 2-1  | 4-0  | 0-2  | 2-1  | 0-0  | 0-0  | 1-1  | 1-1  | 0-0  | 3-2  | 1-3  | –––– | 0-1  | 1-1  | 2-0  |
| Sporting CP          | 1-0  | 1-0  | 1-1  | 1-1  | 2-1  | 4-1  | 3-0  | 2-0  | 4-2  | 1-1  | 2-0  | 1-1  | 3-2  | 1-1  | 4-2  | –––– | 4-1  | 3-0  |
| Vitória de Guimarães | 4-0  | 1-0  | 0-1  | 0-0  | 3-0  | 1-0  | 2-0  | 2-2  | 1-0  | 2-1  | 4-0  | 1-1  | 3-0  | 1-1  | 0-0  | 3-0  | –––– | 0-1  |
| Vitória de Setúbal   | 0-0  | 2-1  | 1-1  | 0-5  | 0-1  | 1-3  | 1-2  | 2-0  | 1-0  | 2-1  | 2-0  | 0-0  | 0-1  | 0-2  | 4-1  | 1-2  | 0-1  | –––– |

## Statistiche

### Classifica marcatori
Riferimento: Sito ufficiale
| Gol |  |  | Giocatore        | Squadra           |
| --- |  |  | ---------------- | ----------------- |
| 21  |  |  | Jackson Martínez | Porto             |
| 20  |  |  | Jonas            | Benfica           |
| 19  |  |  | Lima             | Benfica           |
| 17  |  |  | Marco Matias     | Nacional          |
| 12  |  |  | Ahmed Hassan     | Rio Ave           |
| 12  |  |  | Islam Slimani    | Sporting Lisbona  |
| 11  |  |  | André André      | Vitória Guimarães |
| 11  |  |  | Fredy Montero    | Sporting Lisbona  |
| 10  |  |  | Bruno Moreira    | Paços Ferreira    |
| 9   |  |  | Moussa Maâzou    | Marítimo          |
| 9   |  |  | Simeon Nwankwo   | Gil Vicente       |
| 9   |  |  | Eduardo Salvio   | Benfica           |
| 9   |  |  | Talisca          | Benfica           |